# Трайко Огненовски
Трайко Огненовски (на македонска литературна норма: Трајко Огненовски) е фолклорист, етнолог и лингвист от Северна Македония.

## Биография
Роден е в 1939 година в демирхисарското село Утово. Основно и средно учителско образование получава в Битоля. В 1969 година завършва Философско-Филолологическия факултет на Скопския университет. В 1976 година завършва магистратура по филология в Белградския университет. Първоначално работи като учител по македонски книжовен език в битолските села, а от 1975 година преподава македонски в ОУ „Тодор Ангелевски“ в Битоля. От 1979 до 1998 година е секретар на Дружеството за наука и изкуство в Битоля, най-старата организация от такъв тип в страната. Защитава докторат по лингвистично-книжовни науки в Скопие. От 1998 до пенсионирането си в 2004 година е професор по съвременен македонски език и култура в Педагогическия факултет на Битолския университет.
Огненовски е публикувал над 150 научни трудове от областта на книжовната и културна история, фолклористиката, етнологията и лингвистиката. Особен интерес за него е изследването на хумора в македонския фолклор.
В 2013 година Комисията за лустрация, начело с Томе Аджиев, го лустрира за продължително сътрудничество с югославската тайна полиция под псевдонима „Мисирков“. След три години Конституционният съд отменя решението.
Носител е на Орден за военни заслуги със сребърни мечове (1983), на Орден на труда със златен венец (1985) за успехи в областта на науката и образованието, както и на Орден за заслуги за народа със сребърна звезда (1987). В 2017 година Огненовски получава наградата на Битоля за цялостно творчество „4 ноември“.